# Военный меморандум в Турции (2007)
Военный меморандум в Турции (2007) (англ. E-memorandum, тур. e-muhtıra) – список положений, опубликованный в электронном виде от имени Генерального штаба Турции в ходе президентских выборов 2007 года в Турции, которые вызвал некоторые противоречия в турецком обществе. Наиболее вероятным кандидатом в президенты Турции на тот момент являлся Абдулла Гюль. В традиционном понимании бюро президента страны связывается с соблюдением принципов секулярного ислама, однако военное руководство, также отстаивающее принципы кемализма, выразило неудовлетворение тем, что супруга будущего президента Хайрюнниса Гюль появлялась на публике в исламском платке. Также военная элита выступила против кандидата в связи с его явной поддержкой движения политического ислама. Публикация меморандума и последовавшие за ним события спровоцировали новый виток политического кризиса в стране. 

## Абдулла Гюль. Полномочия президента
Фактически Абдулла Гюль стал первым в истории Турции президентом с неармейским прошлым, а также первым руководителем государства, который официально исповедовал принципы политического ислама. Во многом его избрание было возможно благодаря активной поддержке со стороны лидера Партии справедливости и развития Реджепа Тайипа Эрдогана; подконтрольные ему масс-медиа создавали Гюлю положительный образ и привлекали на его сторону электоральные симпатии. Президент в Турции является формальным главой вооружённых сил страны, которые по традиции выступают за светский ислам, так что избрание на пост главы государства человека с радикальными антисекуляристскими взглядами закономерным образом привело к недовольству групп военных. К тому же, именно президент в соответствии со своими конституционными полномочиями назначает главу турецкого Генштаба, а также с его одобрения назначаются послы, ректоры государственных вузов и губернаторы вилайетов.

## Массовые акции протеста в преддверии президентских выборов
Угроза исламизации президента вынудил военных, исповедовавших институциональный кемализм, в качестве демонстрации готовности к решительным действиям организовать массовые акции протеста, которые состоялись весной 2007 года. Их возглавил председатель Ассоциации кемалистов генерал Шенер Эруйгур, который, в соответствии с более поздними данными проправительственных СМИ, якобы участвовал в подготовке несостоявшихся военных переворотов против «партии власти» - Партии справедливости и развития. 14 апреля 2007 года состоялись первые массовые протесты, которые были приурочены к наступавшему через два дня финальному раунду президентских выборов, но ни к каким реальным изменениям они не привели.

## Отдельные положения меморандума
В апреле 2007 года в соответствии с традицией вмешательства военных в дела гражданского управления при угрозе отступления от принципов кемализма, был опубликован меморандум, в котором присутствовали следующие положения:
Проблема, которая возникла в процессе президентских выборов, находится в фокусе спора, связанного с секуляризмом. Турецкие вооружённые силы выражают обеспокоенность по поводу недавно сложившейся ситуации… Турецкие ВС участвуют в этом споре и выступают с позиций абсолютных защитников принципов секуляризма. Также турецкие ВС выражают решительное противодействие тем отрицательным комментариям, которые раздаются в их адрес. Они готовы выступить открыто с ясными и конкретными действиями в случае, если в этом возникнет необходимость. Те, кто находятся в оппозиции к пониманию великим лидером Мустафой Кемалем Ататюрком того, «как счастлив тот, кто говорит, что он турок», являются врагами Турецкой республики и останутся таковыми. Турецкие ВС чётко придерживаются намерения претворить в жизнь свой долг, проистекающий из закона, согласно которому они должны защитить неизменные основы существования Турецкой республики. Лояльность этому закону является абсолютной.

## Возможные причины неудачи военного вмешательства
В то же время в этот раз военный меморандум, в котором ясно выражалась готовность к решительным действиям, не был осуществлён, поскольку в среде турецкой военной элиты уже наблюдался раскол; среди турецкого генералитета усилилась фракционность, к тому же наиболее авторитетные представители военно-политических сил страны подвергались судебному преследованию в рамках разоблачения якобы существовавшей «ультра-националистической» (по определению проправительственных СМИ) организации «Эргенекон». Эти судебные процессы фактически деморализовали турецкую кемалистскую военную элиту, лишив её возможности активно сопротивляться последовательной исламизации общественно-политической сферы, так что Абдулла Гюль был успешно избран на должность президента страны. К тому же Эрдоган воспользовался возможностью оттеснить военных от вмешательства в политические процессы, поскольку большая часть населения испытала реальный рост личного благосостояния и в целом была удовлетворена экономической стратегией Партии справедливости и развития, так что стремление военных к сохранению идей секулярного устройства Турции не встретило поддержку широких масс населения страны.

## Ответ правительства на меморандум
В ответ на опубликованный военными меморандум один из наиболее видных представителей турецкого правительства Кемиль Чичек выступил с публичной речью. Он отметил, что 59-е правительство Турецкой республики горячо сочувствует идее секулярного, демократического, социально ориентированного государства, основанного на принципе верховенства права. В конце выступления Чичек добавил, что положения меморандума фактически направлены против деятельности 59-го правительства.

## Реакция ЕС и США
Международная реакция на попытку военного вмешательства в процесс президентских выборов также была не в пользу военной кемалистской элиты. Во многом это было связано со стремлением турецкого руководства взять курс на тесную политическую интеграцию с ЕС. В частности, глава Комиссии по расширению ЕС Олли Рен предостерёг военных от вмешательства в дела турецкого гражданского руководства, высказавшись следующим образом:
Этот случай является проверкой того, насколько турецкие вооружённые силы уважают демократическую секуляризацию и демократические ценности. Эти события кажутся довольно удивительными и странными. Важно, чтобы военные уважали правила демократической игры и свою собственную роль в этой демократической игре.
Таким образом, еврочиновничество активно поддержало Р. Т. Эрдогана и нового президента в этом витке политической напряжённости. Также политическое руководство страны получило ощутимую поддержку со стороны представителей американского политического истеблишмента. Впрочем, американский дипломат Дэн Фрид, тогда занимавший должность помощника Госсекретаря по делам Европы и Евразии, отметил, что «мы не поддерживаем ту или иную сторону». Однако госсекретарь Кондолиза Райз, отвечая на вопрос, поддерживает ли США позицию ЕС в отношении кризиса в Турции, сказала, что «Соединённые Штаты полностью поддерживают турецкую демократию и её конституционные процессы, и это значит, что результаты прошедших выборов стоит оставить в силе. Ответ «да», США занимает в данном деле позицию ЕС и придерживается с ним единого подхода в отношении внутренних дел в Турции».

## Результаты кризиса. Избрание Гюля со второй попытки
В итоге Абдулла Гюль всё же не был избран в результате первого тура голосования из-за противодействия ряда депутатов меджлиса, которые решили бойкотировать голосование по кандидатуре президента. Протесты в защиту конституционного строя Турции в крупных городах продолжались ещё несколько месяцев с разной силой. Начальник Генштаба Турции Яшар Бююканыт поддержал участников антиисламистских протестных акций, отметив, что угроза светскому строю недопустима, и что армия готова вмешаться в случае, если новое политическое руководство посягнёт на принципы светского устройства. В условиях сопротивления А. Гюль вынужден был снять свою кандидатуру, однако в июле 2007 года на парламентских выборах убедительную победу одержала Партия справедливости и развития, которая по итогам межпартийных переговоров сформировала коалиционное большинство, а Эрдоган, предложивший избирателям привлекательную программу экономического развития, стал триумфатором этих выборов. Его партия завоевала 341 место в меджлисе, а близкая ей по идеологии ультраправая Партия националистического движения получила 71 мандат. Новый парламент провёл повторное голосование по кандидатуре Гюля и, несмотря на сопротивление военных, 28 августа 2007 года был поддержан парламентским большинством и вступил в должность руководителя государства.

## Признание Яшара Бююканыта
Вскоре Яшар Бююканыт в одном из интервью заявил, что он являлся автором комплекса положений, опубликованных в электронном виде, но в то же время он отрицал, что это был меморандум.

## Результат
Лидер оппозиционной Республиканской партии Турции с мая 2010 года Кемаль Кылычдароглу отметил, что он бы инициировал уголовное преследование Яшара Бююканыта за составление меморандума за его вмешательство в процесс демократических выборов. Фактически даже многие военные деятели и близкие к ним гражданские активисты и представители академической элиты Турции вскоре официально осудили меморандум 2007 года, что свидетельствовало о серьёзных внутренних разногласиях среди сторонников кемализма. Р. Т. Эрдоган в дальнейшем, проводя сбалансированную экономическую политику и повышая личный уровень благосостояния  турецкого народа, подтвердил кредит доверия на парламентских выборах и приступил к дальнейшим действиям по окончательному отстранению военных от власти и преследованию оппозиционных генералов в том числе путём сфабрикованных судебных процессов в 2010 – 2011 годы.
- Genelkurmay Başkanlığı kurum sitesinden Basın Açıklamasının tam metni